# 3DMark

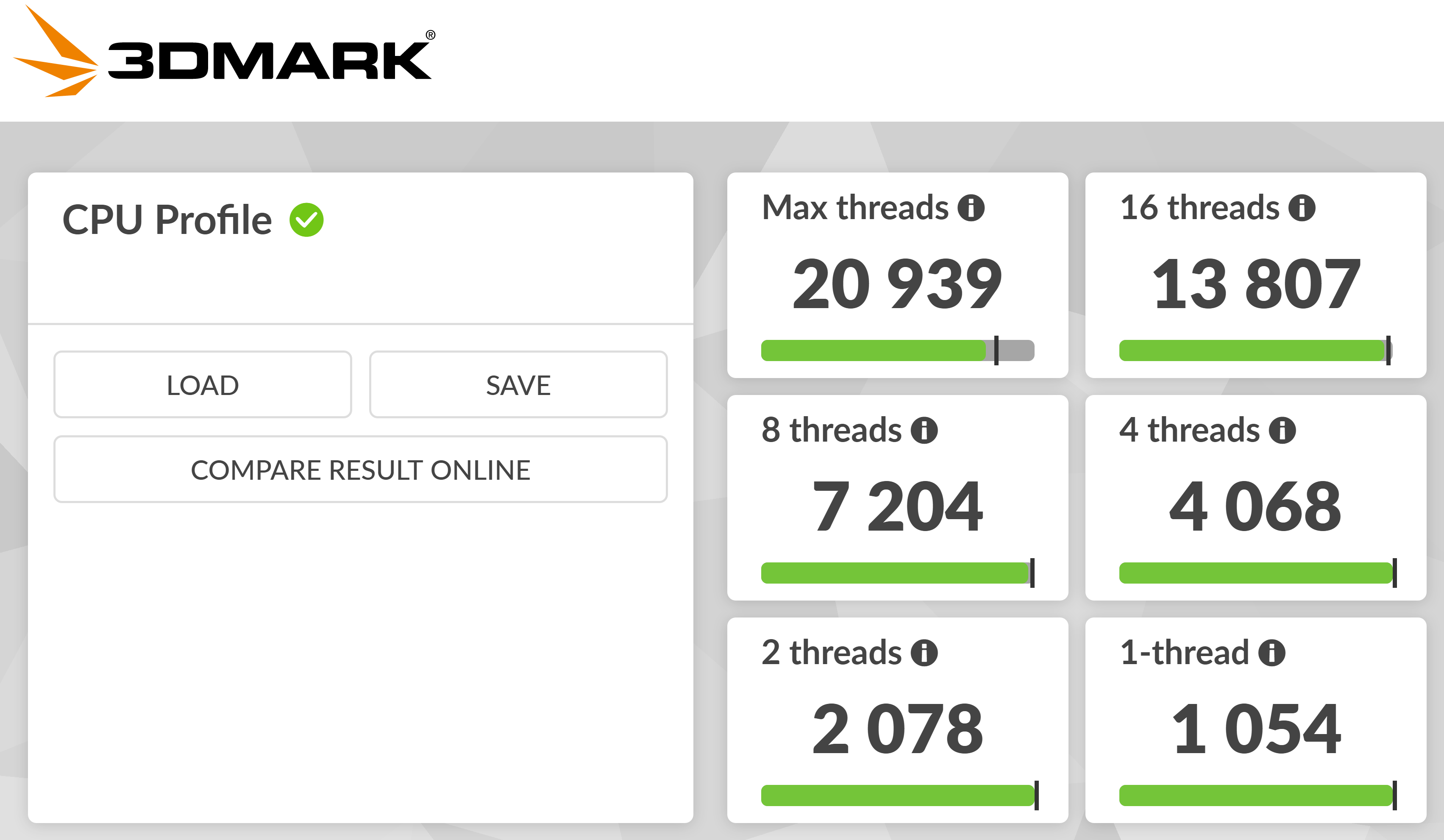
Ergebnis eines CPU-Benchmarks ("CPU Profile")

3DMark ist ein Benchmark-Programm, welches seit 2014 von Underwriters Laboratories, zuvor von 1999 bis 2014 von Futuremark (früher MadOnion) herausgebracht wird, um die Leistung aktueller Grafikkarten, PC-Systeme und mobiler Systeme wie Tablets oder Smartphones zu ermitteln und miteinander zu vergleichen. Die ermittelten Werte werden, zwecks einer Vergleichbarkeit, in Punktzahlen umgerechnet. Zwischen den 3DMark-Versionen sind die Punktzahlen nicht vergleichbar, da unterschiedliche DirectX-Versionen zum Einsatz kommen.

## Entwicklung der 3DMark-Reihe
Bis 2002 hieß die Firma Futuremark noch Mad Onion, erst danach wurde wegen des Bezuges zu dem Begriff „Benchmark“ der Firmenname geändert.
Der Final Reality Benchmark aus dem Jahr 1997 gilt als Vorgänger der 3DMark-Serie, welcher jedoch vom finnischen Studio Remedy Entertainment entwickelt wurde. Zu der Zeit behauptete sich unter den Grafikkarten die 3dfx Voodoo Graphics besonders in dem Benchmark.
Die erste offizielle Version der 3DMark-Reihe war der 3DMark 99 (Release: Ende 1998). Technisch basierte er auf der DirectX-Version 6. Erste Vergleichsmessungen zwischen verschiedenen Systemen wurden in dem Programm ermöglicht.
Nachfolger war der 3DMark 2000, welcher unter DirectX 7 lief. Die minimalen damaligen Systemvoraussetzungen unterschieden sich kaum vom Vorgänger und beliefen sich auf einen Pentium 166 mit 64 MByte Arbeitsspeicher. Vergleichswerte konnten nun online auf die Datenbank von Madonion hochgeladen und untereinander verglichen werden. Man begann erste Weltrekord-Benchmarkergebnisse zu listen.
Im 3DMark 2001 gab es wieder eine Standard und eine erweiterte Version (3D Mark 2001 SE). Voraussetzung war nun eine DirectX-8-Grafikkarte,  wie eine Geforce 3 oder ATI Radeon 8500. In der SE-Version kam DirectX 8.1 zum Einsatz. Erstmals konnten einzelne Tests im Benchmark, zum Beispiel der bekannte Nature-Test, nur von den damals neuesten Grafikkarten berechnet werden.
Anfang 2003 kam der 3DMark 2003 auf den Markt, womit DirectX-9-Fähigkeiten ausgenutzt werden konnten. Nur mit DirectX-9-Grafikkarten konnten alle Tests absolviert werden. Viele Grafikchiphersteller optimierten ihre Grafikkartentreiber, um im 3DMark besonders gut abzuschneiden und so Kaufargumente zu schaffen. Der Grafikkartenhersteller Nvidia kritisierte Futuremark wegen vermeintlicher Benachteiligung von Nvidia-Grafikkarten in den Tests. Der Disput wurde später beigelegt.
Der Nachfolger 3DMark 05 erschien gegen Ende 2005. Besonderheit war die Voraussetzung von Pixel-Shader 2.0.
Am 18. Januar 2006 wurde der 3DMark 06 veröffentlicht. Neben der weiterhin geltenden Grundvoraussetzung vom Pixel Shader 2.0 auf der Grafikkarte, wurden exklusive Tests für Pixelshader-3.0-Karten integriert, zum Beispiel High Dynamic Range Rendering. Als CPU benötigte man einen 2,5-GHz-Prozessor.
3DMark Vantage wurde im April 2008 von Futuremark auf den Markt gebracht und benötigte Windows Vista als Betriebssystem, ebenso wie einen DirectX 10-Grafikbeschleuniger. Erneut gab es eine kostenlose Variante, bei der die Testergebnisse nur online betrachtet werden können und mehrere kostenpflichtige Versionen mit umfangreicheren Funktionen. Erst später wurde die Basis-Version ohne zusätzliche Kosten bereitgestellt, womit im Gegenzug zur Trial-Version unbegrenzte Testläufe möglich waren.
Die Version 3DMark 11 erschien Ende 2010 und verzichtet auf die PhysX-Physikberechnung über die Grafikkarte. DirectX-11-Grafikkarten, sowie ein Doppelkernprozessor werden benötigt und es gibt erneut die Wahl zwischen einer kostenlosen und einer kostenpflichtigen Variante (Advanced Edition).
Der Nachfolger von 3DMark 11 nennt sich schlicht 3DMark und ist die erste Grafikbenchmarksoftware, die nicht nur auf Computer mit Windows, sondern auch auf mobilen Geräten mit Android- und Apple iOS läuft. Die Plattformen werden in drei verschiedenen Verfahren getestet die auf das jeweilige Betriebssystem zugeschnitten sind.

## Trivia
Die Musik im Abspann des 3DMark 05 ist der einzige Titel mit Gesang in der Geschichte des 3DMarks. Der Titelinterpret ist die Band Poets of the Fall mit dem Track „Lift“. Der Trackname wird im Abspann mit „Lift me higher“ angegeben, was aber offiziell nicht richtig ist.

## 3DMark und die Übertakterszene
3DMark gehört zu den meist genutzten Programmen, um Ergebnisse und Tests beim Übertakten des Computers zu vergleichen.
Zahlreiche Mitglieder der „Overclocking“-Szene benutzen das Programm, um ihre Ergebnisse miteinander zu vergleichen und immer neue Punkterekorde aufzustellen. Die aktuellen, offiziellen Rekorde liegen bei (Stand: 10. Dezember 2021):
|                  | 3DMark             | 3DMark            | 3DMark              | 3DMark      | 3DMark |
| ---------------- | ------------------ | ----------------- | ------------------- | ----------- | ------ |
| Time Spy Extreme | Time Spy           | Fire Strike Ultra | Fire Strike Extreme | Fire Strike |        |
| Punkte           | 24.539             | 46.508            | 32.836              | 50.363      | 63.361 |
|                  | 3DMark 11          |                   |                     |             |        |
| Entry Preset     | Performance Preset | Extreme Preset    | Physics Score       |             |        |
| Punkte           | 71.537             | 62.072            | 36.077              | 38.213      |        |
|                  | 3DMark Vantage     |                   |                     |             |        |
| Entry Preset     | Performance Preset | Extreme Preset    |                     |             |        |
| Punkte           | 216.266            | 173.246           | 126.117             |             |        |
|                  | 3DMark06           | 3DMark05*         | 3DMark03*           | 3DMark01*   |        |
| Punkte           | 90.532             | 54.137            | 196.481             | 177.441     |        |

*3DMark05 bis 3DMark01 wird nicht mehr in der offiziellen Rekordliste geführt. Stand: 2008–2010
Für derartige Ergebnisse wird ein erheblicher technischer Aufwand betrieben. So werden beispielsweise Prozessoren und Grafikkarten mit Flüssigstickstoff (−196 °C) gekühlt, um eine extreme Übertaktung zu ermöglichen.
Die Ergebnisse können für den Vergleich in das Internet hochgeladen werden. Auf der Website von Futuremark muss dafür ein Konto angelegt werden, in dem die Ergebnisdaten gespeichert werden können. Ist das Konto erstellt, kann der eigene Benchmark im Detail begutachtet und mit jedem anderen Online-User verglichen werden.

## Manipulation der Testergebnisse
Da auch die Leistungsfähigkeit von Grafikkarten mit dem 3DMark getestet wird, hat dies schon dazu geführt, dass der Grafikprozessorhersteller NVIDIA durch Treibermanipulationen das Benchmarkergebnis verbessert hat, um sich gegen den Konkurrenten ATI hervorzuheben. Dies wurde jedoch schnell erkannt und durch einen Patch unterbunden. Durch die Einspielung des Patchs verschlechterten sich auch die Ergebnisse von ATI ein wenig, wodurch auch ATI unter dem Verdacht stand, Manipulationen durchgeführt zu haben. Dies konnte jedoch nicht eindeutig bewiesen werden.